# Социал-либеральная партия (Бразилия)
Социал-либеральная партия (порт. Partido Social Liberal) — политическая партия Бразилии. 
Образована в 2002 году. Регистрационный избирательный номер партии Бразилии — «17». Лидер партии — Лучано Бивар, участник президентских выборов 2006 года. По состоянию на 2018 год партия является второй крупнейшей в Палате депутатов.
До 2018 года партия придерживалась идеологии социального либерализма, однако с приходом нового лидера Жаира Болонсару партия перешла на национал-консервативные позиции с некоторыми признаками экономического либерализма (но «консерватизма на таможне»), социального консерватизма, федерализма и антикоммунизма. По состоянию на 2018 год партия является второй крупнейшей в Палате депутатов. Выступает за легализацию огнестрельного оружия, против абортов, однополых браков и преподавания гендерной идентичности в школах.
28 октября 2018 года лидер партии Жаир Болсонару победил на президентских выборах и был избран президентом Бразилии. К исполнению обязанностей он приступил 1 января 2019 года.
6 октября 2021 года партия проголосовала за слияние с демократами для создания партии Бразильский союз.